# Воронкино (Псковская область)
Воронкино — деревня в Печорском районе Псковской области России. Входит в состав сельского поселения «Паниковская волость».
Расположена на западе волости, на границе с Эстонией, в 16 км (или в 23 км по дорогам) к юго-западу от центра города Печоры и в 7,5 км к западу от волостного центра, деревни Паниковичи. Восточнее находится небольшое озеро Воронкино.

## Население
Численность населения деревни составляет 20 жителей (2000 год).
| 2001 | 2002 | 2010 |
| ---- | ---- | ---- |
| 20   | ↘15  | ↗17  |

## Топографические карты
- O-35-079-D Масштаб: в 1 км 500 м Госгисцентр